# Teleioliodes madininensis
Teleioliodes madininensis är en kvalsterart som beskrevs av Grandjean 1934. Teleioliodes madininensis ingår i släktet Teleioliodes och familjen Neoliodidae. Inga underarter finns listade i Catalogue of Life.